# 南方花点鹑螺
南方花点鹑螺（学名：Tonna dolium），是异足目鹑螺科鹑螺属的一种。主要分布于马来西亚、印度尼西亚、台湾，常栖息在沿岸。